# Branko Buljevic
Branislav „Branko” Buljević (ur. 6 września 1947 w Splicie) – australijski piłkarz chorwackiego pochodzenia. Grał na pozycji napastnika.

## Kariera klubowa
Urodzony w Chorwacji Branko Buljević rozpoczął kariery w OFK Beograd w 1967 roku. Rok później wyemigrował do Australii. W latach 1968–1976 występował w klubie Footscray JUST, skupiającym emigrantów z Jugosławii. Z Footscray JUST trzykrotnie zdobył Mistrzostwa stanu Victoria – Victorian State League (VPL) w 1969, 1971, 1973 roku.
W 1977 został zawodnikiem Fitzroy Alexander, z którym zajął trzecie miejsce w National Soccer League. Taką samą pozycję zajął w 1980 roku z klubem South Melbourne. Ostatnim klubem w jego karierze był ponownie Footscray JUST, w którym zakończył karierę w 1985 roku.

## Kariera reprezentacyjna
Branko Buljević zadebiutował w reprezentacji 7 października 1972 w wygranym 4-1 meczu z Indonezja w Dżakarcie. Był to udany debiut, gdyż Buljević zdobył dwie bramki. W 1973 roku Australia awansowała po raz pierwszy w historii do Mistrzostw Świata 1974. Buljević zdobył w eliminacjach dwie bramki. Na turnieju w RFN Buljević wystąpił we wszystkich trzech meczach grupowych z NRD 0-2, RFN 0-3 oraz z Chile 0-0, który był jego ostatnim w reprezentacji.
Ogółem w latach 1972–1974 wystąpił w 19 spotkaniach i strzelił 6 bramek, 30 spotkań i 11 bramek jeśli doliczymy mecze nieoficjalne, w tym dwa z Legią Warszawa w lutym 1975.